# Rangatira (îles Cook)
Pour les articles homonymes, voir Rangatira (homonymie).
Un rangatira est le titre donné à un chef tribal mineur chez les Maoris des îles Cook. Souvent attribué à quelqu'un qui est étroitement lié à un ariki ou à un mataiapo (en), il est aujourd'hui généralement donné par les frères ou sœurs plus jeunes ; le chef d'une branche d'une famille rangatira ou mataiapo.
Un titre de rangatira était généralement hérité au sein d’une famille. Il était associé à une tapere, la terre sur laquelle appartenaient les habitants d'un village. Le rangatirapouvait s’attendre à des contributions de biens et de services de la part des habitants de son village. La majorité de la population du village dont il était le chef provenait de son groupe de descendance.
Un rangatira ne pouvait être créé que par l'ariki qui déléguait son autorité au rangatira afin de créer une structure de soutien au sein du tapere pour l'ariki. Ce mécanisme de soutien du tapere était plus fort que celui du mataiapo car sa population était plus grande.